# Diante Watkins
Diante Levante Watkins (* 5. Juli 1990 in Chicago) ist ein US-amerikanischer Basketballspieler.

## Laufbahn
Watkins wuchs an der 63. Straße im Süden von Chicago auf und spielte als Jugendlicher Basketball an der Hubbard High School. Nach dem Abschluss wechselte er 2008 ans ebenfalls in Chicago gelegene Richard J. Daley College, einer zweijährigen Hochschule. Dort machte er vor allem in der Saison 2009/10 als Spielmacher mit enormen Korbdrang auf sich aufmerksam und erzielte 26,5 Punkte pro Begegnung. Das brachte ihm eine „All-America“-Auszeichnung der NJCAA (National Junior College Athletic Association) ein. Seit November 2015 wird Watkins’ Rückennummer 3 in der Basketballmannschaft des Daley College nicht mehr vergeben, um auf diese Weise seine erbrachten Leistungen zu ehren.
Laut eigener Aussage bestand für Watkins nach den zwei Jahren am Daley College die Möglichkeit, in die NCAA Division 1 zu wechseln, da die Mannschaften der University of Missouri, der Bradley University und der Chicago State University Interesse an ihm zeigten. Allerdings zerschlugen sich diese Optionen aus akademischen Gründen und er setzte seine College-Karriere an der Robert Morris University in der NAIA fort. Die Mannschaft der Hochschule aus Chicago führte Watkins in seinen beiden Spielzeiten als jeweils bester Korbschütze und Vorlagengeber an. 2011 führte er die Mannschaft ins Viertelfinale der landesweiten NAIA-Playoffs. In seinem Abschlussjahr 2011/12 lag er in der NAIA insgesamt in den Kategorien „Punkte pro Spiel“ (24,4) und „Vorlagen pro Spiel“ (7,4) jeweils auf dem dritten Rang. In beiden Saisons wurde er unter die besten zehn Spieler der NAIA gewählt („All-America First Team“), 2011/12 erhielt er von den Fachblättern „Basketball Times“ sowie „Sporting News“ jeweils die Auszeichnung als bester Spieler der Saison.
Nach dem Ende seiner Universitätslaufbahn spielte Watkins 2012/13 kurzzeitig für die Mannschaft Chicago Redline in der US-Liga IBA. Zur Saison 2013/14 wechselte er in die deutsche 2. Bundesliga ProB zum SC Rist Wedel. In seinem ersten Auslandsjahr stand er auf der Aufbauposition meist im Schatten des erfahrenen Australiers Lee Jeka, war aber dennoch bester Korbschütze der Wedeler Mannschaft, mit der er das Halbfinale der ProB erreichte. In der Saison 2014/15 wurde er zum Kopf der Mannschaft, die in die Endspielserie der Liga einzog, dort aber Oldenburg unterlag. Watkins wurde anschließend in einer Abstimmung der 2. Bundesliga zum besten Spieler der ProB-Saison gewählt, beim Fachorgan eurobasket.com wurde ihm diese Auszeichnung ebenfalls zuteil. Im Laufe der Saison hatte Watkins Mittelwerte von 21,3 Punkten, 6,8 Vorlagen und 3,8 Rebounds pro Spiel erreicht.
Im Juli 2015 vermeldete Bayer Leverkusen aus der 2. Bundesliga ProA Watkins’ Verpflichtung, allerdings wurde die Vereinbarung im Folgemonat wieder gelöst, nachdem sich der Amerikaner in seiner Heimat eine Meniskusverletzung zugezogen hatte, die einen operativen Eingriff erforderte. Im Anschluss an die Genesung schloss sich Watkins in seiner Heimatstadt der Mannschaft Chicago Blues an und gewann mit ihr den Meistertitel in der Midwest Professional Basketball Association (MPBA). Er wurde dabei als bester Spieler der Playoffs ausgezeichnet.
Im Mai 2016 nahm Watkins als Mitglied einer US-Auswahl an einem Viernationenturnier in China teil. Dort traf er auch auf eine deutsche Auswahl, die von Ralph Junge betreut wurde. Junge verpflichtete ihn im Juli 2016 für seine Vereinsmannschaft, den Nürnberg Falcons BC aus der ProA. Watkins war in der Saison 2016/17 bester Werfer (17,1 Punkte pro Spiel), bester Vorbereiter (4,7 Assists pro Spiel) sowie bester Balleroberer (1,9 Ballgewinne pro Spiel) der Franken.
Zur Saison 2017/18 wechselte er zum französischen Drittligisten Stade Olympique Maritime Boulonnais und verbuchte dort in 34 Einsätzen Mittelwerte von 15,8 Punkten, 5,9 Korbvorlagen, 2,5 Rebounds sowie 2,3 Ballgewinnen je Begegnung. Ende Juli 2018 wurde Watkins vom französischen Drittligaaufsteiger Union Tours verpflichtet. Watkins trug in 21 Ligaspielen die Farben Tours’, erzielte 15,7 Punkten und gab 4,7 Korbvorlagen je Begegnung. Beides waren Mannschaftshöchstwerte.
Mitte August 2019 wurde Watkins vom türkischen Zweitligisten Gemlik Basketbol verpflichtet. Er erzielte für die Mannschaft in der Saison 2019/20 im Schnitt 22,3 Punkte je Begegnung und gab im Mittel 7,5 Korbvorlagen pro Spiel. Im November 2020 gab Mamak Belediyesi (ebenso zweite türkische Liga) den US-Amerikaner als Neuzugang bekannt. Watkins nahm in der Sommerpause 2021 ein Angebot des Ligakonkurrenten Manisa Büyükşehir Belediyespor an. Mit der Mannschaft wurde er 2022 türkischer Zweitligameister. Durch die dort erbrachten Leistungen (18,6 Punkte, 5,6 Vorlagen, 2 Ballgewinne/Spiel in der Saison 2021/22) empfahl sich Watkins für weitere Aufgaben, im Sommer 2022 wurde er vom polnischen Erstligisten Czarni Słupsk unter Vertrag genommen. Słupsk und Watkins trennten sich Mitte November 2022 wieder, der US-Amerikaner (7 Ligaspiele: 11,1 Punkte, 6,6 Vorlagen je Begegnung) hatte die Erwartungen der Mannschaftsleitung nicht erfüllt.
Anfang Dezember 2022 wurde Watkins von AS Ramat HaSharon aus der zweiten israelischen Liga verpflichtet. Für die Mannschaft erzielte er im Durchschnitt 20,6 Punkte je Begegnung, bereitete im Mittel 7 Korberfolge seiner Nebenleute vor und kam auf 4,8 Rebounds. Ende April 2023 wurde Watkins vom türkischen Zweitligisten Samsunspor verpflichtet, der sich mit dem US-Amerikaner im Kampf um den Aufstieg in die erste Liga verstärkte. Im Juni stand 2023 standen der Gewinn des Meistertitels und der Aufstieg Samsunspors fest, Watkins trug zu diesen Erfolgen in elf Einsätzen im Mittel 16,8 Punkte sowie 6,1 Vorlagen bei.
Anfang November 2023 wurde er vom türkischen Zweitligisten Çayırova Belediyespor verpflichtet. Mit einem Durchschnitt von 22,3 Punkten je Begegnung war Watkins im Spieljahr 2023/24 der beste Korbschütze der Mannschaft. 2025 wechselte Watkins zum türkischen Zweitligaaufsteiger Kipaş Istiklal Spor.